# 한드림넷
| 한드림넷 HanDreamNet Co., Ltd. | 한드림넷 HanDreamNet Co., Ltd.                                            |
| ------------------------------ | ------------------------------------------------------------------------- |
| 형태                           | 주식회사                                                                  |
| 창립                           | 2000년 3월 23일                                                           |
| 그룹명                         | ㈜한드림넷                                                                |
| 업종                           | 유선 통신장비 제조업                                                      |
| 본사 소재지                    | 대한민국 서울시 구로구 디지털로30길 28                                    |
| 사업 지역                      | 한국, 일본                                                                |
| 자회사                         | ㈜서브게이트 - 일본 법인 ㈜에이치디엔닷 - IT종합컨설팅 및 OT보안 전문기업 |
| 핵심 인물                      | 서현원 (대표)                                                             |
| 주요사업                       | 네트워크보안시스템 및 네트워크 트래픽 관리제품 개발 및 제조               |
| 종업원 수                      | 93명 (2023년)                                                             |
| 웹사이트                       | https://www.handream.net                                                  |

(주)한드림넷은 네트워크 보안 시스템을 개발 및 판매하는 벤처기업이며, 글로벌 네트워크 보안 전문기업이다. 네트워크 보안 및 트래픽 관리 솔루션 분야에서 외국산 제품들과 경쟁하며, 임직원들이 협력하여 기술력을 강화하고 있다.

## 연혁
- 2000년 3월 - 한드림넷 설립
- 2004년 4월 - L7 Session QoS SubGATE 출시 4Gbps급 고성능 QoS 출시
- 2007년 4월 - 세계최초 네트워크 보안 스위치 출시 10월 - IPT 전용 PoE 스위치 개발 ARP Spoofing 차단 기술 구현
- 2008년 5월 - 보안스위치 및 보안시스템 특허 획득 10월 - VNM 상표권 획득, 일본지사 설립
- 2009년 9월 - 삼성전자 ODM 생산 L3 보안 스위치 출시 네트워크 통합 관제 솔루션 VIPM 출시 SG2000 시리즈 라인업 완성
- 2010년 3월 - 일본 수출 100만불 돌파 기술평가 BBB 획득 광모델, 기가PoE 출시 국내 특허 획득 – PoE스위치 테스트 장치 IPv6 보안 엔진 개발 스위치 기반 IP접근.통제 솔루션 개발
- 2013년 10월 - 일하기 좋은 으뜸기업 선정 12월 - 수출유망중소기업 재 인증 획득
- 2014년 1월 - 고성능 보안스위치 ‘SG2200 Series’ 6종 출시
- 2015년 6월 - 고성장기업 수출역량강화사업 참여기업 선정 12월 - 굿디자인 어워드 최우수상(조달청장상) 수상 – ‘VIPM’ 히트상품 선정(소비자 추천) – ‘SG 백본스위치’ 조달 나라장터 이행 평가 최우수(2년 연속)
- 2016년 8월 - 중소규모 네트워크 IP통합관리솔루션 ‘VIPM Lite’ 출시 12월 - 2016 TTA 시험인증 대상, 최우수상 수상 – ‘SG보안스위치’ 조달 나라장터 이행 평가 최우수(3년 연속)
- 2017년 3월 - 글로벌 강소기업 지정 – 중소기업청
- 2018년 3월 - 하이서울브랜드 선정 – 서울특별시, 서울산업진흥원 6월 - 수출 우수 기업 표창 – 서울특별시
- 2019년 11월 - 한드림넷 재팬, ‘주식회사 서브게이트’로 사명 변경
- 2020년 5월 - 우수기술기업(TBC) 인증 T-3 획득 6월 - 보안스위치 신제품 5종 공식 출시 – 클라우드 매니지드 보안스위치 ‘SG2400 Series’ – 세계 최초 산업용 보안스위치 ‘ISG2000 Series’ – 화이트리스트 기반 보안스위치 ‘SG5000 Series’ – 고성능 네트워크 이중화 시스템 ‘AFOS’ – 고성능 무선 보안스위치 ‘SubGate AP’ 누적수출실적 3,000만불 돌파 10월 - 클라우드 보안 스위치 ‘SG 2400시리즈’, 보안기능확인서 획득 12월 - 서울국제발명전 대상 수상 – 한드림넷&K-water, OT보안 공동 특허 과학기술정보통신부 장관 표창 수상 – 서현원 대표 보안 스위치 전 제품군, ‘보안기능 확인서’ 획득
- 2021년 7월 - VIPM ‘GS(Good Software)인증 1등급’ 획득 클라우드 보안스위치 관련 신규 특허 2건 취득 ‘대한민국 우수특허대상’ 수상 – 클라우드 보안스위치 특허 9월 - 과학기술정보통신부 장관상 수상 – 스마트시티 우수기업 12월 - 7백만불 수출탑, 산업통상자원부장관 표창 수상
- 2022년 3월 - 우수기술기업 인증 T2등급 획득 8월 - 우수디자인(GD) 선정 - WSG-3500AX 11월 - 과학기술정보통신부 장관 표창 수상 – 박익동 연구본부장 12월 - ‘천만불 수출의 탑’ 수상 국산 네트워크 장비 인증 획득 – 한국네트워크산업협회 VIPM 조달청 디지털서비스몰 등록
- 2023년 2월 - 10G 집선스위치 ‘SG9500 Series, SG9300 Series’ 출시 4월 - SG5000 Series 조달청 혁신장터 등록 6월 - IT종합컨설팅 자회사 'HDNDOT(에이치디엔닷)' 설립 9월 - WSCE Awards Winner - SG5000 Series 10월 - 경기도 유망중소기업 인증('23~'28) - 경기도 하이서울기업 지정('23~'26) - 서울특별시
- 2024년 3월 - 산업용 보안스위치 외 10종 '국산 네트워크 장비 인증' 획득 창립 24주년

## 주요 제품
<엔터프라이즈, 캠퍼스 네트워크>
- 고성능 클라우드 보안스위치 - 이 제품은 유해 트래픽을 탐지하고 차단하는 전용 엔진을 탑재하고 있으며, 제로터치 컨피그/리스토어 기능을 통해 간편하게 설치할 수 있다. 또한, 케이블 루핑 발생 시 자동으로 탐지, 차단 및 해제하는 기능을 갖추고 있다. 네트워크에 대한 효율적인 관리가 가능한 클라우드 매니지드 기능(Zero Touch Config & Auto Config) 적용과 네트워크 플로우 분석 엔진을 통해 빠르고 강력한 네트워크 보안을 제공한다. (SG2100시리즈, SG2400시리즈 보유)
- 스마트 스위치 - 중소규모 네트워크 운용에 최적화된 제품이다. Fanless PoE 모델(HN1016GPoE)을 지원하며, 케이블 루핑 발생 시 자동으로 탐지, 차단 및 해제 기능을 제공한다. 상면 부족 문제를 해결하기 위해 최대 54포트의 고밀도 포트를 제공하며, 간편한 설치 및 구성을 지원한다. (HN1000시리즈, HN2000시리즈 보유)

<산업용, OT/ICS 네트워크>
- 화이트 리스트 보안스위치 - 네트워크 스위치 기반 OT/ICS 보안 솔루션 제공한다. OT 제어망 별 마이크로 세그멘테이션 지원한다. HMI를 통한 스위치 및 보안 현황 모니터링이 가능하며, 산업용 이더넷 구간 암호화를 통해 전송 데이터 보호한다. 네트워크 액세스 레벨에서 모든 노드와 패킷 관리가 가능하다. (SG5000시리즈 보유)
- 산업용 보안스위치 - 스마트팩토리, CCTV, IoT 환경에 최적화된 제품이다. 산업용 환경에 적합한 온도 및 습도 지원하며, 신속한 장애 복구를 위한 G.8032 ERPS도 지원한다. 유해 트래픽 및 케이블 루핑 탐지 및 차단하며, PoE 전력 사용량 확인 및 원격 전원 제어 기능을 제공한다. (ISG2000시리즈, ISG2100시리즈 보유)
- 지능형 이중화 시스템 - AFOS(Advanced Failover System)라고도 명칭한다. 네트워크 장애 시에도 다른 경로로 자동 전환되어 설비 정지를 방지하고 안정적인 네트워크 서비스 환경을 제공한다. 단일 NIC 환경에서 네트워크 이중화 구성을 지원하며, 장애 발생 시에도 중단 없는 서비스가 가능하다. 100ms(0.1초) 이내의 초고속 경로 전환을 제공한다.

<데이터센터, 집선 네트워크>
- 백본스위치 - 고성능과 높은 확장성 및 유연성을 제공하며, 고성능 아키텍처를 통해 Tbps 처리가 가능하다. 분산 아키텍처 구조로 고가용성과 안정성을 보장하며, 향상된 L3 및 가상화 기능을 제공한다. 또한, 이기종 스위치와 완벽한 호환성을 제공한다. (SG9900시리즈,SG9800시리즈 보유)
- 10G 집선스위치 - 다양한 네트워크 환경에 적합한 집선형 L3 스위치로, 네트워크 유연성과 효율성을 극대화하는 VC 및 VRF 기능을 제공한다. 다양한 인터페이스 모듈을 지원하며, 향상된 L3와 IPv6 기능 및 가상화 기능을 제공한다. 또한, Multi-VRF와 Virtual Stacking을 포함한 가상화 기능을 지원한다. (SG9500시리즈, SG9300시리즈 보유)

<네트워크 통합 관리 솔루션>
- VNM(Visual Node Manager) - 네트워크 통합 모니터링 솔루션이다. 실시간 네트워크 및 단말 모니터링을 지원하며, 간편한 설치와 효율적인 관리를 제공한다. 또한, 네트워크 스위치의 통합 관리를 지원한다.
- VIPM(Visual IP Manager) - 한드림넷 대표 IP 통합 관리 솔루션이다. VIPM은 SG보안스위치와의 연동만으로 사용자 제어, 네트워크 장비 운영, 사용자 트래픽 제어 등 효율적인 네트워크 관리가 가능한 IP 통합관리 솔루션이다. 스위치 통합 관리와 접근 제어를 지원하며, 손쉬운 IP 관리와 사용자 접근 제어를 제공한다. 또한, IP, MAC, 포트를 통한 진화된 사용자 인증 기능을 갖추고 있다.

<AI 기반 통합 위협 분석 시스템>
- VIPM-USM - 차세대 ML/AI 기반 NDR 솔루션이다. 머신러닝/AI 기반 통합 위협 분석 시스템을 제공하며, 비정상 행위 탐지 및 위협 단말 격리 기능을 지원한다. MITRE ATT&CK 기반 위협 분석을 수행하고, 자동화된 보안 대응 체계 구성을 지원한다. 전체 공격 표면 보호를 통해 비용 절감이 가능하다.

## 주요 기사
- 2020.06.10 <데일리시큐> -  한드림넷, 20주년 맞아 차세대 보안스위치 풀라인업 구축…클라우드와 산업용으로 글로벌 확대
- 2020.11.02 <아이티데일리> - 한드림넷 ‘서브게이트 2400 시리즈’, 국정원 보안기능확인서 획득
- 2020.12.09 <전북도민일보> - 한국수자원공사&한드림넷, 산업용 보안 특허 기술로 서울국제발명전시회 대상 수상
- 2021.05.26 <전자신문> - 한드림넷, '글로벌 강소기업' 지정…정보보안 기업 유일
- 2021.09.27 <보안뉴스> - [구축사례] K-water 창원권지사의 OT 보안 강화 프로젝트
- 2022.05.19 <조선비즈> - 한드림넷, 스텔라사이버와 머신러닝· AI 기반 보안솔루션 MOU 체결
- 2022.12.06 <정보통신신문> - 한드림넷, '천만불 수출의 탑' 수상
- 2024.03.19 <데이터넷> - 한드림넷, KANI ‘국산 네트워크 장비 인증’ 획득
- 2024.04.29 <보안뉴스> - 한드림넷, ‘재팬 IT 위크’ 참가, 일본 네트워크 보안 사업 강화
- 2024.09.18 <경기일보> - [경기도 혁신의 중심, 유망중소기업] ㈜한드림넷